# شینتتسو گن
شینتتسو گن (انگلیسی: Shintetsu Gen؛ زادهٔ ۶ اوت ۱۹۷۳) بازیکن فوتبال اهل ژاپن است.
از باشگاه‌هایی که در آن بازی کرده‌است می‌توان به باشگاه فوتبال سرزو اوساکا و باشگاه فوتبال توکیو وردی اشاره کرد.